# Kejsarinnans sten

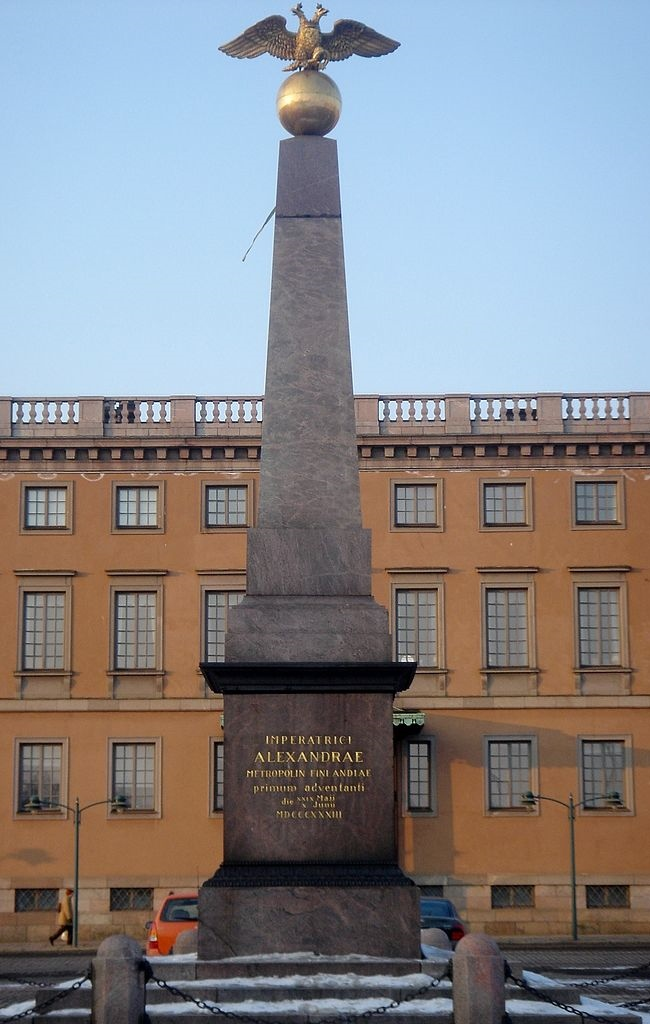
Kejsarinnans sten.

Kejsarinnans sten är ett minnesmärke på Salutorget i Helsingfors. Det är stadens äldsta minnesmärke och restes till minne av den ryska kejsarinnan Alexandra Feodorovnas första besök i Helsingfors sommaren 1833. Minnesmärket är i form av en obelisk och gjord i röd granit med en jordglob och rysk dubbelörn högst upp. Monumentet är utfört av Carl Ludvig Engel; örnen är designad av konstnären Magnus von Wright. Obelisken avtäcktes för första gången den 18 december 1835.